# Ficus diandra
Ficus diandra är en mullbärsväxtart som beskrevs av Edred John Henry Corner. Ficus diandra ingår i släktet fikonsläktet, och familjen mullbärsväxter. Inga underarter finns listade i Catalogue of Life.